# Penisola di Bomberai
La penisola di Bomberai è una penisola della Nuova Guinea, situata nella parte occidentale dell'isola, nella provincia indonesiana di West Papua, a sud della penisola di Doberai.
A ovest della penisola si trova il golfo di Sebakor e a sud il golfo di Kamrau.
L'isola di Sabuda si trova al largo della punta della penisola, dalla quale è separata dagli stretti di Berau e Bintuni.